# COPTER4016882
COPTER4016882（こぷたーよんぜろいちろくはちはちに）は、日本の音楽ユニット。1999年に結成、2004年にメジャーデビュー。コプター4016882とも表記される。

## メンバー
- ウカイ - ギター、シンセサイザー、作詞、作曲。本名は鵜飼康弘。UTRECHTのメンバーでもある。
- ミキコ - ボーカル
- ミワ - ボーカル、セカンドアルバム『KILLER PULSE』リリース後から加入。

## 概要
1999年に、ウカイとミキコによって結成。2000年にファーストアルバム『MICKPHONE』をリリース。
2004年に、中田ヤスタカ率いるレーベル、contemode（ヤマハミュージックコミュニケーションズ）に移籍し、2枚のアルバムを発表した。そのほか、capsuleとのコラボレーションや、contemode のコンピレーションアルバムへの参加などを果たす。

## ディスコグラフィー

### アルバム
- MICKPHONE（2000年、Bad News Records）
- KILLER PULSE （2001年、Bad News Records）
- Perfect Joke （2004年、contemode）
- 2D2D （2006年、contemode）

### コンピレーション参加作品
- contemode V.A.（2003年、contemode）
- contemode V.A. 2（2004年、contemode）

### 参加作品
- capsule「ウダガワフライデー」 - アルバム『CUTIE CINEMA REPLAY』収録。
- capsule+++「tone cooking」 - シングル『candy cutie』のタワーレコード購入特典CD『tone cooking』収録（ウカイとミキコのみ参加）。
- capsule「cosmic tone cooking」 - アルバム『phony phonic』収録。上記の「tone cooking」のリアレンジバージョン。
- capsule「GO! GO! Fine Day」 - アルバム『S.F. sound furniture』収録（ミワがゲストボーカルとして参加）。